# Кочамо
Кочамо (ісп. Cochamó) — селище в Чилі. Адміністративний центр однойменної комуни. Населення — 483 особи (2002). Селище і комуна входить до складу провінції Ллянкіуе і регіону Лос-Лагос.
Територія комуни — 3910,8 км². Чисельність населення — 4366 мешканців (2007). Щільність населення — 1,12 чол./км².

## Розташування
Селище розташоване за 54 км на схід від адміністративного центру регіону міста Пуерто-Монт.
Комуна межує:
- на півночі — з комуною Пуерто-Варас
- на сході — з провінцією Ріо-Негро (Аргентина)
- на півдні — з провінцією Чубут (Аргентина)
- на південному заході — з комуною Уалаюе
- на заході — з комуною Пуерто-Монт

## Демографія
Згідно з даними, зібраними під час перепису Національним інститутом статистики, населення комуни становить 4366 осіб, з яких 2523 чоловіки та 1843 жінки.
Населення комуни становить 0,55 % від загальної чисельності населення регіону Лос-Лагос. 100 % належить до сільського населення та 0 % — міське населення.